# Тодор Оровчанов
Тодор Георгиев Оровчанов, още Оряховчанов или Оровчанец, е български учител, революционер, солунски окръжен войвода на Вътрешната македоно-одринска революционна организация.

## Биография
Оровчанов е роден на 6 януари 1881 година в Ораовец, Османската империя, днес Северна Македония. Завършва българското педагогическо училище в Скопие и след това работи като учител във Велес. Член е на околийския комитет на ВМОРО в 1901 – 1902 година. Четник е при братовчед си Иван Алябака в 1905 година, а в 1906 година е секретар при Борис Сарафов. Оровчанов е окръжен войвода на солунския революционен окръг от 1907 до 1908 година.
По време на Балканската война е войвода на чета №50 на Македоно-одринското опълчение, с която действа във Велешко. Заедно с четите на Даме Мартинов и Трайко Павлов освобождават Велес на 5 октомври и на 15 го предават на настъпващите сръбски части. След Междусъюзническата война е учител в Елена.
| Чета № 50 на МОО с командир Тодор Оровчанов | Чета № 50 на МОО с командир Тодор Оровчанов | Чета № 50 на МОО с командир Тодор Оровчанов | Чета № 50 на МОО с командир Тодор Оровчанов | Чета № 50 на МОО с командир Тодор Оровчанов | Чета № 50 на МОО с командир Тодор Оровчанов |
| Номер                                       | Име                                         | Години                                      | Околия                                      | Селище                                      | Бележки                                     |
| ------------------------------------------- | ------------------------------------------- | ------------------------------------------- | ------------------------------------------- | ------------------------------------------- | ------------------------------------------- |
|                                             | Андрей Мацанов                              | 33                                          | Велешко                                     | Велес                                       |                                             |
|                                             | Гаврил Димчов                               | 27 (28)                                     | Щипско                                      | Преход                                      |                                             |
|                                             | Гаврил Зафиров                              | 28 (30)                                     | Щипско                                      | Преход                                      |                                             |
|                                             | Гаврил Г. Оков                              | 35                                          | Малешевско                                  | Берово                                      |                                             |
|                                             | Гечо Докурчев                               | 37                                          | Велешко                                     | Велес                                       |                                             |
|                                             | Игнат Георгиев                              | 33                                          | Велешко                                     | Гюземелци                                   |                                             |
|                                             | Ило Андреев                                 | 40                                          | Велешко                                     |                                             |                                             |
|                                             | Милан Поппетров                             | 22 (23)                                     | Велешко                                     | Велес                                       |                                             |
|                                             | Стефан Н. Пушкаров                          | 25                                          | Пирдопско                                   | Челопеч                                     |                                             |
|                                             | Стефан Славов Чобанов                       | 19 (20)                                     | Ямболско                                    | Ямбол                                       |                                             |
|                                             | Тодор Ангелов                               | 24                                          | Кюстендилско                                | Кюстендил                                   |                                             |
|                                             | Христо Ромов                                | 30                                          | Самоковско                                  | Самоков                                     |                                             |

Произведен е в офицерски чин през Първата световна война. Тодор Оровчанов служи като командир на 48 планински взвод на Планинска дивизия в Моравската военноинспекционна област.
Умира на 25 декември 1927 година в София.